# Hong Kong Tennis Open 2024
Hong Kong Tennis Open 2024 (cunoscut și sub numele de Prudential Hong Kong Tennis Open din motive de sponsorizare) a fost un turneu profesionist de tenis care s-a jucat pe terenuri cu suprafață dură. A fost cea de-a 11-a ediție a turneului și a făcut parte din turneele WTA 250 din circuitul WTA 2024. A avut loc în Victoria Park, Hong Kong, în perioada 28 octombrie–3 noiembrie 2024.

## Campioni

### Simplu
Pentru mai multe informații consultați Hong Kong Tennis Open 2024 – Simplu

### Dublu
Pentru mai multe informații consultați Hong Kong Tennis Open 2024 – Dublu

## Puncte și premii în bani

### Distribuția punctelor
| Probă  | Câștigător | Finalist | Semifinalist | Sfertfinalist | Runda 2 | Runda 1 | Q   | Q2  | Q1  |
| Simplu | 250        | 163      | 98           | 54            | 30      | 1       | 18  | 12  | 1   |
| Dublu  | 250        | 163      | 98           | 54            | 1       | N/A     | N/A | N/A | N/A |

### Premii în bani
| Probă  | Câștigător | Finalist | Semifinalist | Sfertfinalist | Runda 2 | Runda 1 | Q2     | Q1     |
| Simplu | $35,250    | $20,830  | $11,610      | $6,608        | $4,040  | $2,890  | $2,140 | $1,380 |
| Dublu* | $12,820    | $7,210   | $4,140       | $2,470        | $1,900  | N/A     | N/A    | N/A    |

*per echipă